# Adrián Kaprálik
Adrián Kaprálik (Trstená, 10 giugno 2002) è un calciatore slovacco, attaccante dello Žilina.

## Caratteristiche tecniche
È un'ala destra.

## Carriera

### Club
Cresciuto nel settore giovanile dello Žilina, debutta in prima squadra il 14 giugno 2020 in occasione dell'incontro di Superliga vinto 2-1 contro lo Spartak Trnava; a partire dalla stagione seguente viene promosso in pianta stabile in prima squadra ed il 15 agosto realizza la sua prima rete nella vittoria per 4-2 contro l'AS Trenčín.

### Nazionale
Ha giocato nella nazionale slovacca Under-17.

## Statistiche
Statistiche aggiornate al 13 aprile 2021.

### Presenze e reti nei club
| Stagione        | Squadra         | Campionato      | Campionato | Campionato | Coppe nazionali | Coppe nazionali | Coppe nazionali | Coppe continentali | Coppe continentali | Coppe continentali | Altre coppe | Altre coppe | Altre coppe | Totale | Totale | Totale |
| Stagione        | Squadra         | Comp            | Pres       | Reti       | Comp            | Pres            | Reti            | Comp               | Pres               | Reti               | Comp        | Pres        | Reti        | Pres   | Reti   |        |
| --------------- | --------------- | --------------- | ---------- | ---------- | --------------- | --------------- | --------------- | ------------------ | ------------------ | ------------------ | ----------- | ----------- | ----------- | ------ | ------ | ------ |
| 2019-2020       | Žilina II       | 1L              | 6          | 1          |                 | -               | -               |                    | -                  | -                  |             | -           | -           | 6      | 1      |        |
| 2020-2021       | Žilina II       | 1L              | 13         | 3          |                 | -               | -               |                    | -                  | -                  |             | -           | -           | 13     | 3      |        |
| 2019-2020       | Žilina          | SL              | 2          | 0          | CS              | 0               | 0               |                    | -                  | -                  |             | -           | -           | 2      | 0      |        |
| 2020-2021       | Žilina          | SL              | 23         | 2          | CS              | 0               | 0               | UEL                | 2                  | 0                  |             | -           | -           | 25     | 2      |        |
| Totale carriera | Totale carriera | Totale carriera | 44         | 6          |                 | 0               | 0               |                    | 2                  | 0                  |             | -           | -           | 46     | 6      |        |